# Этувель
Этуве́ль (фр. Étouvelles) — коммуна во Франции, находится в регионе Пикардия. Департамент коммуны — Эна. Входит в состав кантона Лан-2. Округ коммуны — Лан.
Код INSEE коммуны — 02294.

## Население
Население коммуны на 2010 год составляло 223 человека.
| 1962 | 1968 | 1975 | 1982 | 1990 | 1999 | 2010 |
| ---- | ---- | ---- | ---- | ---- | ---- | ---- |
| 149  | 145  | 121  | 172  | 207  | 199  | 223  |

## Экономика
В 2010 году среди 154 человек трудоспособного возраста (15—64 лет) 105 были экономически активными, 49 — неактивными (показатель активности — 68,2 %, в 1999 году было 73,2 %). Из 105 активных жителей работали 95 человек (48 мужчин и 47 женщин), безработных было 10 (4 мужчины и 6 женщин). Среди 49 неактивных 16 человек были учениками или студентами, 24 — пенсионерами, 9 были неактивными по другим причинам.